# Ratstannenweg

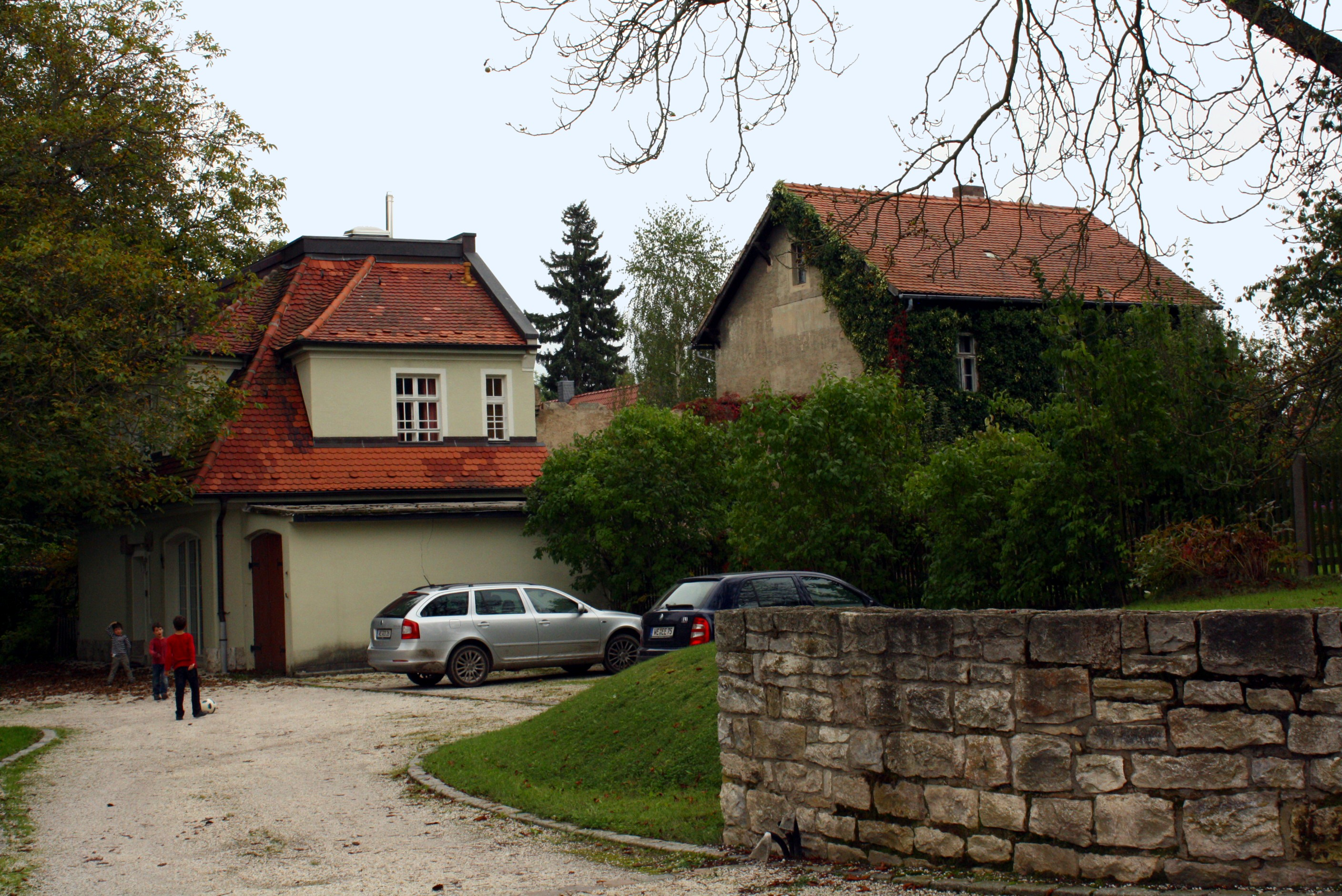
Ratstannenweg 1 a

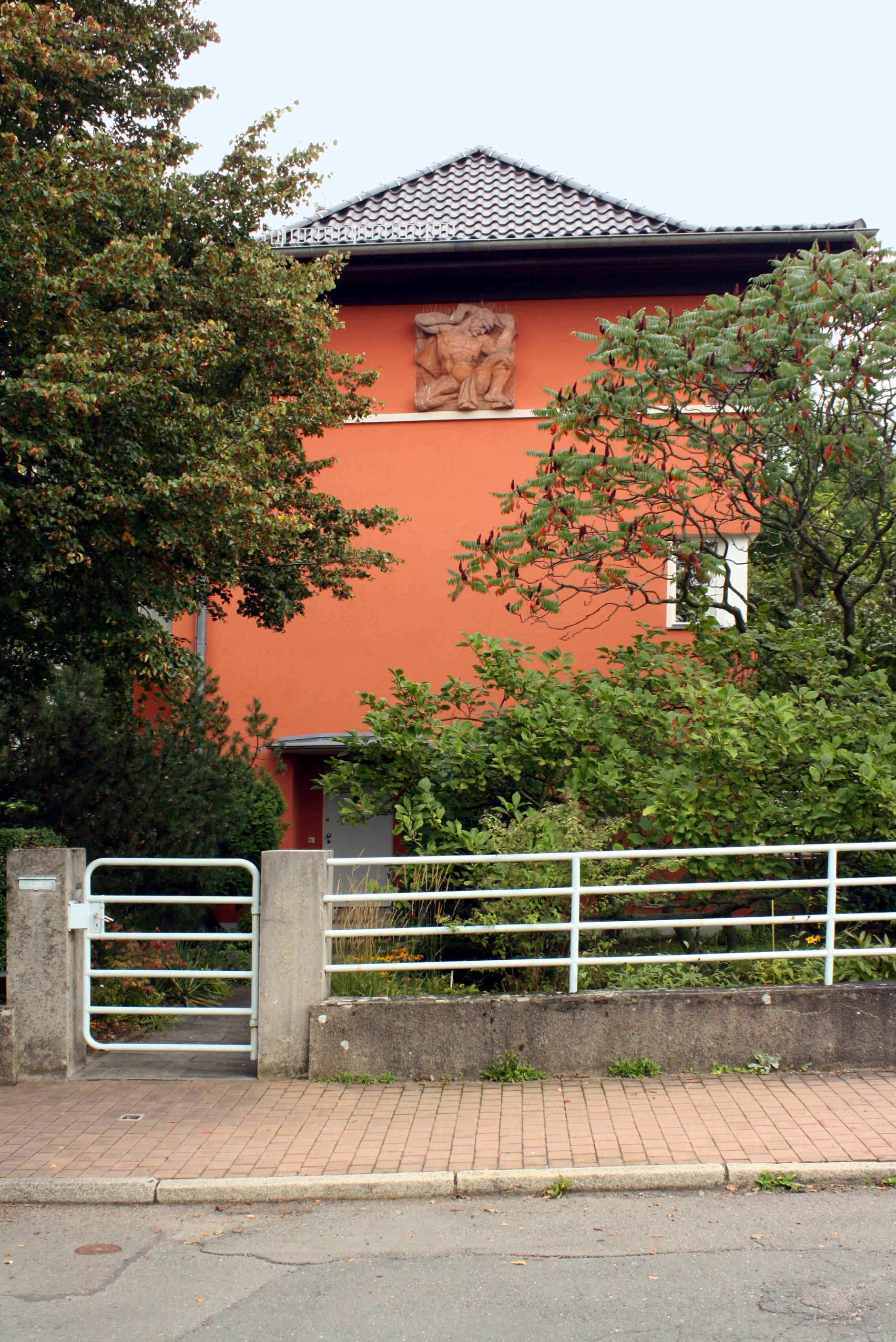
Ratstannenweg 21

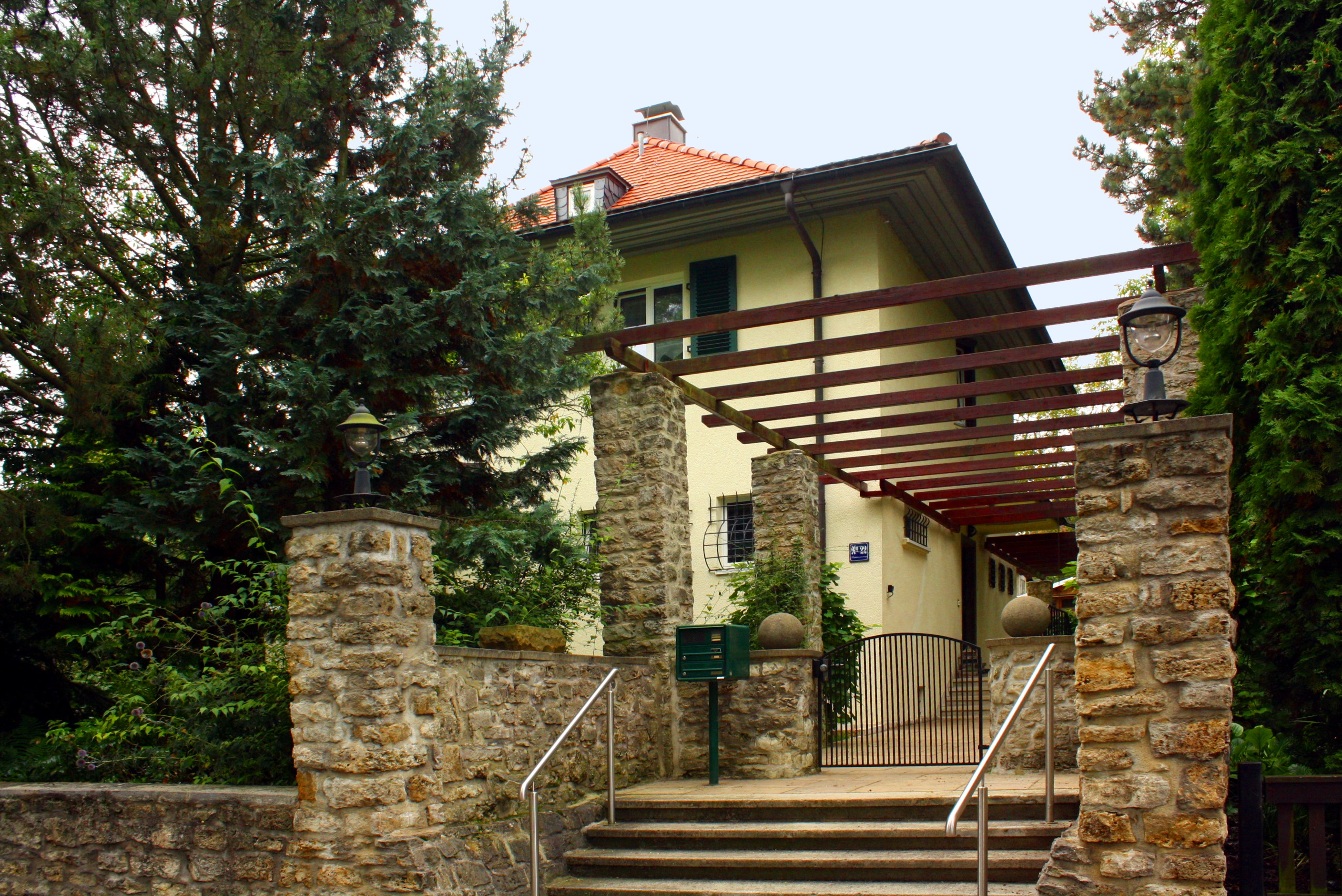
Ratstannenweg 22

Der Ratstannenweg ist ein Straßenzug in Weimar im Stadtteil Südstadt. Er verläuft in südliche Richtung, beginnend an der Ludwig-Feuerbach-Straße und endet an der Alexander-Olbricht-Straße.
Der Name rührt von den Ratstannen her, wo sich eine Quelleinfassung (Brunnenstube) befindet.
Die Häuser Ratstannenweg 1 a, 21 (Haus Trettner) und 22 stehen auf der Liste der Kulturdenkmale in Weimar (Einzeldenkmale). 
Der Einfluss des Bauhauses ist deutlich abzulesen.

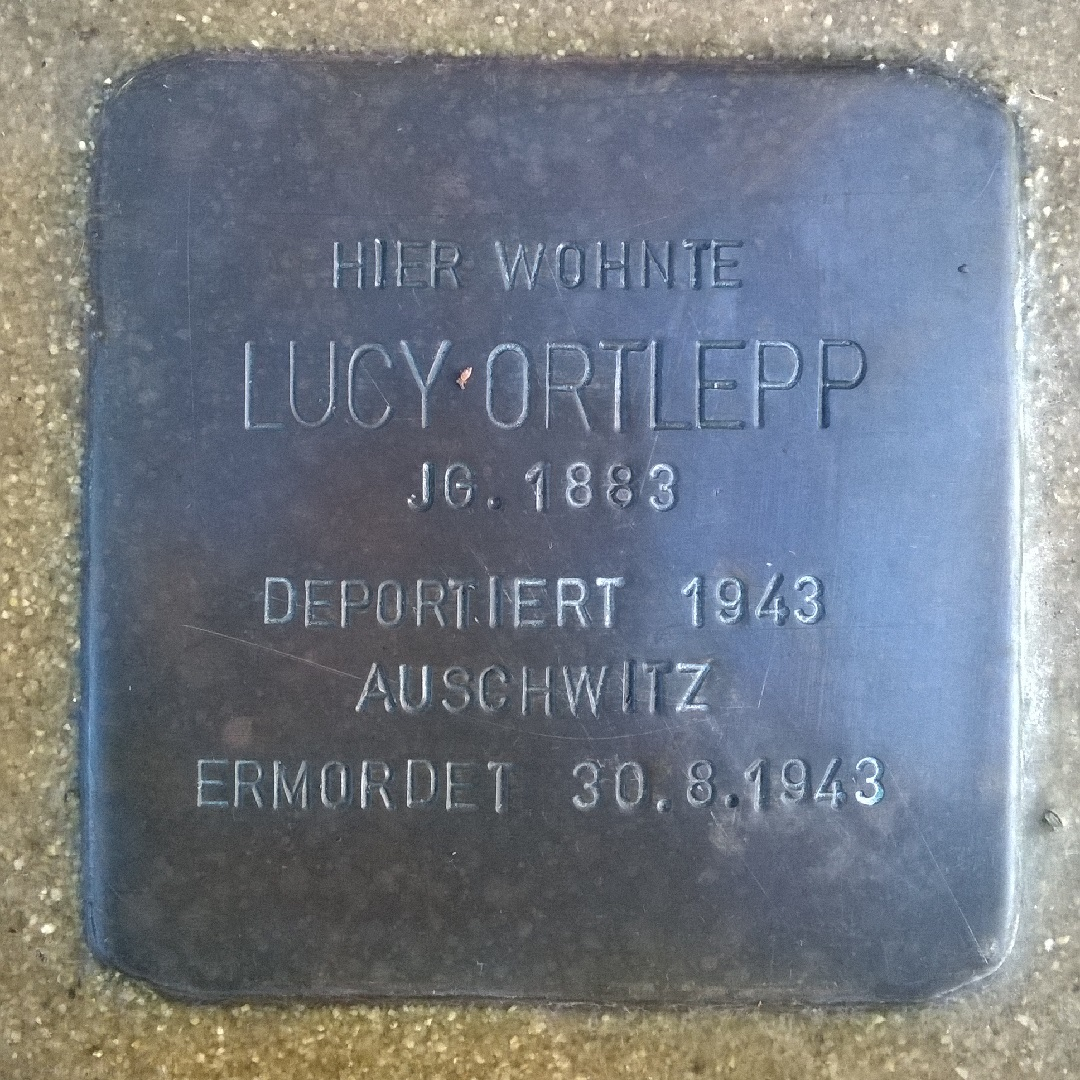
Stolperstein für Lucy Ortlepp

Vor dem Haus Ratstannenweg 21 liegt ein Stolperstein für Lucy Ortlepp, die 1943 nach Auschwitz deportiert wurde. Dieser Stolperstein steht auf der Liste der Stolpersteine in Weimar. Im Haus Ratstannenweg 4 wohnte der Präsident der Goethe-Gesellschaft in Weimar Karl-Heinz Hahn. Am Ratstannenweg 8 war der Architekt Paul Bräunlich wohnhaft. Er entwarf sein Wohnhaus auch.